# Hrabstwo Pierce (Waszyngton)
Hrabstwo Pierce (ang. Pierce County) – hrabstwo w stanie Waszyngton w Stanach Zjednoczonych. Hrabstwo zajmuje powierzchnię 1678,91 mil² (4348,36 km²). Według szacunków United States Census Bureau w roku 2009 miało 796 836 mieszkańców. Siedzibą hrabstwa jest Tacoma.
Hrabstwo powstało w 1853.

## Miasta
| Miasta | Miasta | CDP | CDP |
| --- | --- | --- | --- |
| - Bonney Lake - Buckley - Carbonado - DuPont - Eatonville - Edgewood - Fife - Fircrest - Gig Harbor - Lakewood - Milton | - Orting - Puyallup - Roy - Ruston - South Prairie - Steilacoom - Sumner - Tacoma - University Place - Wilkeson | - Alder - Alderton - Anderson Island - Artondale - Ashford - Browns Point - Canterwood - Clear Lake - Clover Creek - Crocker - Elbe - Elk Plain - Fife Heights - Fox Island - Frederickson - Graham - Greenwater - Home - Kapowsin - Ketron Island - Key Center | - La Grande - Longbranch - McMillin - Midland - North Fort Lewis - North Puyallup - Parkland - Prairie Heights - Prairie Ridge - Purdy - Rosedale - South Creek - South Hill - Spanaway - Stansberry Lake - Summit - Summit View - Vaughn - Waller - Wauna - Wollochet |

## Sąsiednie hrabstwa
- Hrabstwo King — północ
- Hrabstwo Yakima — wschód
- Hrabstwo Lewis — południe
- Hrabstwo Thurston — zachód/południowy zachód
- Hrabstwo Mason — zachód/północny zachód
- Hrabstwo Kitsap — północ/północny zachód

## Religia
W 2010 roku do największych ugrupowań religijnych pod względem członkostwa należą: katolicy (8,75%), ewangelikalni bezdenominacyjni (5,88%), zielonoświątkowcy (4,66%), mormoni (4,21%), luteranie (2,36%), baptyści (2,29%), buddyści (1,7%) i kalwini (1,35%).